# Киселёвка (Свердловская область)
Киселёвка — деревня Нижнесергинского района  Свердловской области России, входит в состав муниципального образования «Клёновское сельское поселение». 

## География
Деревня Киселёвка муниципального образования «Нижнесергинский муниципальный район», входит в состав муниципального образования «Кленовское сельское поселение», расположена в 44 километрах (по автотрассе в 82 километрах) к западу-северо-западу от города Нижние Серги, на левом берегу реки Пут (левый приток реки  Бисерть, бассейна реки Уфа).

## Население
| 2002 | 2010 | 2021 |
| ---- | ---- | ---- |
| 211  | ↘191 | ↘109 |